# Opius pauper
Opius pauper är en stekelart som beskrevs av Fischer 1964. Opius pauper ingår i släktet Opius och familjen bracksteklar. Inga underarter finns listade i Catalogue of Life.